# John LeCompt
John LeCompt, född 10 mars 1973 i Little Rock, Arkansas, är en amerikansk musiker, mest känd som gitarrist i metalbandet Evanescence mellan 2002 och 2007.